# Гриненко, Анна Андреевна

Могила Гриненко на Кунцевском кладбище Москвы

Анна Андреевна Гриненко (1917, Елань, Аткарский уезд — 9 декабря 1996, Москва) — технолог-кондитер, организатор производства, Герой Социалистического Труда (1966).

## Биография
Анна Гриненко родилась в 1917 году в селе Елань (ныне — Еланский район Волгоградской области).
Окончила десять классов школы и Московский технологический институт хлебопекарной и кондитерской промышленности, после чего работала технологом Московской кондитерской фабрики «Красный Октябрь». В годы Великой Отечественной войны Гриненко участвовала в производстве концентратов каш и шоколада для нужд фронта. В послевоенные годы она стала главным технологом фабрики, а в марте 1953 года стала её директором.
Под руководством Гриненко была проведена автоматизация производства, созданы поточные линии производства карамели, шоколада, глазированных конфет и ириса. Применялись новые технологии для понижения сахароёмкости изделий и повышения их вкусовых качеств. Фабрика неоднократно отмечалась переходящими знамёнами и почётными званиями, а в июле 1966 года была награждена орденом Ленина.
Указом Президиума Верховного Совета СССР от 21 июля 1966 года за «выдающиеся производственные достижения и проявленную трудовую доблесть» Анна Гриненко была удостоена высокого звания Героя Социалистического Труда с вручением ордена Ленина и медали «Серп и Молот».
В период с 1960 по 1973 года объёмы производства фабрики увеличились более чем в полтора раза. Помимо основного производства, были построены цеха для выпуска коробок и этикеток для оформления продукции. Гриненко активно занималась общественной деятельностью, избиралась депутатом Моссовета. В 1987 году она вышла на пенсию.
Умерла в 1996 году, похоронена на Кунцевском кладбище Москвы.
Была также награждена орденами Ленина, Октябрьской Революции, Трудового Красного Знамени и Дружбы народов, рядом медалей.